# 鄭錡鴻
鄭錡鴻（1985年6月20日—），外號「左鄭」、「殺豬仔」（台語發音），臺灣高雄人，於就讀復興國小三年級時加入學校的棒球隊、從此展開他的棒球生涯，為一名左打左投的棒球投手、教練，第十位赴美投入美國職棒大聯盟體系的台灣選手，同時也是多倫多藍鳥的第一位亞洲球員。曾效力多倫多藍鳥與匹茲堡海盜的小聯盟系統，目前效力於中華職棒中信兄弟。
2010年12月21日於中華職棒選秀會被兄弟象以第二輪第六順位選中，展開中華職棒生涯。由於2015年僅於一軍貢獻13.2局，同年底與王建民前往德州棒球農場(Texas Baseball Ranch)尋求協助，希望能延續職棒生涯。
2019年9月7日，中華職棒中信兄弟球星鄭錡鴻，確定卸下球員身份，7日以助理教練的角色現身洲際棒球場。

## 職棒生涯

### 美國職棒
鄭錡鴻在高一時就吸引眾多球探關注，其時速147公里的快速球加上極品曲球為關切焦點，然而當時只要是好投手，總是有被過度使用的麻煩。2003年中華青棒藍白對抗賽中，於9天內惡操4場先發共30局，其中留下投完九局後因中暑被抬下場的印象。
2003年12月4日宣佈加入多倫多藍鳥、簽約金50萬美元。但是由於肩膀和背部的傷痛的關係，鄭錡鴻的速球已經不復高一、高二的速度，不然預期的簽約金可能會更高。鄭錡鴻將以交換學生的方式出國就學，而球團負責提供他就讀大學時的費用。
鄭錡鴻的肩傷問題在旅美後的第二年更加惡化。鄭錡鴻在效力藍鳥1A球隊蘭辛螺帽隊的第一年出賽28場皆為先發。戰績11勝5敗、自責分率2.70，鄭錡鴻優越的表現更獲選藍鳥短期1A的最有價值球員。但由於球季結束後的秋訓時，檢查發現關節唇撕裂的情況、手術後需一年的復健。因此鄭錡鴻原本預定參加該年洲際盃的計畫就此泡湯。
2008年5月23日，鄭錡鴻被點名在北京奧運60人名單。6月24日鄭錡鴻在中華隊總教練洪一中的觀賽下，於主場出戰密西根湖潛鳥。鄭錡鴻共投4.2局、被擊出六支安打、包括一支全壘打、還有兩次保送，以及五次三振，丟掉三分，吞下敗投。雖吞敗，但值得一提的是，鄭錡鴻在該場比賽後重新站穩先發的位置、並投出最高球速146公里。
同年年底，透過經紀公司，再度與匹茲堡海盜隊簽約，無簽約金，2009年球季從高階1A開始，惜因年齡因素及有傷病史，海盜球團無意培養而於同年8月3日將其釋出。

### 中華職棒
進入兄弟象隊後，鄭錡鴻過著先發、後援兩頭跑的日子，其200局投球中，拿下17勝10敗5中繼點的成績，也曾經於2012年七月拿下投手MVP。但從2013年起，所貢獻的局數減少，先發經常一勝難求，甚至在2015年的大多數時間都只能在二軍吃局數度日。
面臨生涯關卡的鄭錡鴻，此時找上渥爾佛斯(Ron Wolforth)在德州的棒球訓練中心（棒球農場，Baseball Ranch）尋求協助，他也將其介紹給王建民，經過調教後，速球時速已經可達到約145公里。其訓練成果也反應在開季的成績上。2016年3月27日，在澄清湖面對義大犀牛的比賽，先發6.2局僅用88球，被打6支安打，6次三振、1次保送，失2分奪下中職生涯第一次首戰勝投，這場先發勝距離上一次於2014年4月15日先發勝相隔有713天之久，也取得當年三月份的投手MVP。鄭錡鴻的好表現在砲聲隆隆的中華職棒，還被部分網友寫文分析「是否要將中職投手接受德州棒球農場的改造調整」。
2019年9月7日引退，轉任中信兄弟教練職。

## 經歷
- 高雄市復興國小少棒隊
- 高雄市立五福國民中學青少棒隊
- 高雄縣高苑工商青棒隊
- 台灣體院棒球隊（富邦公牛）
- 美國職棒多倫多藍鳥隊（新人聯盟－小聯盟1A）(2004年－2008年）
  - 2004年多倫多藍鳥-新人聯盟-普拉斯基藍鳥
  - 2004年多倫多藍鳥-短期1A-奧本雙日
  - 2005年多倫多藍鳥-1A-蘭辛螺釘
  - 2006年多倫多藍鳥-1A-蘭辛螺釘
  - 2007年多倫多藍鳥-新人聯盟-灣岸藍鳥
  - 2007年多倫多藍鳥-短期1A-奧本雙日
  - 2008年多倫多藍鳥-1A-蘭辛螺釘
- 美國職棒匹茲堡海盜隊（小聯盟高階１Ａ－）（2008年12月－2009年8月3日）
  - 2009年匹茲堡海盜-高階1A-林區堡山貓
- 中華職棒兄弟象（2011年—2014年）
- 中華職棒中信兄弟（2014年1月5日—2019年）
- 中華職棒中信兄弟助理投手教練（2019年9月）
- 中華職棒兄弟象（2011年—2014年）
- 中華職棒中信兄弟二軍助理投手教練（2019年9月—2019年12月）
- 中華職棒中信兄弟二軍助理投手教練（2019年9月–2019年12月）
- 中華職棒中信兄弟二軍投手教練（2020年1月–2024年）
- 中華職棒中信兄弟二軍復健投手教練（2025年–）

## 特殊事蹟
- 2004年－多倫多藍鳥隊新人聯盟奪三振王-74人次
- 2006年－被藍鳥球團選為短期1A年度MVP。

## 職棒生涯記錄

### 美國職棒
| 年度 | 球團         | 等級    | 出場 | 局數 | 勝投 | 敗投 | 中繼點 | 救援成功 | 完投 | 完封 | 四死球 | 三振 | 自責分 | 勝率  | 防禦率 |
| ---- | ------------ | ------- | ---- | ---- | ---- | ---- | ------ | -------- | ---- | ---- | ------ | ---- | ------ | ----- | ------ |
| 2004 | 多倫多藍鳥隊 | ROOKIE  | 14   | 60⅔  | 4    | 1    | 0      | 0        | 0    | 0    | 41     | 74   | 19     | 0.800 | 2.82   |
| 2004 | 多倫多藍鳥隊 | SHORT A | 1    | 2    | 0    | 0    | 0      | 0        | 0    | 0    | 0      | 3    | 1      | 0.000 | 4.50   |
| 2005 | 多倫多藍鳥隊 | A       | 26   | 137  | 7    | 6    | 0      | 0        | 0    | 0    | 78     | 142  | 48     | 0.538 | 3.15   |
| 2006 | 多倫多藍鳥隊 | A       | 28   | 143⅓ | 11   | 5    | 0      | 0        | 0    | 0    | 68     | 154  | 43     | 0.688 | 2.70   |
| 2007 | 多倫多藍鳥隊 | ROOKIE  | 4    | 9 ⅔  | 0    | 2    | 0      | 0        | 0    | 0    | 7      | 11   | 7      | 0.000 | 6.52   |
| 2007 | 多倫多藍鳥隊 | SHORT A | 3    | 13   | 1    | 1    | 0      | 0        | 0    | 0    | 7      | 13   | 4      | 0.500 | 2.77   |
| 2008 | 多倫多藍鳥隊 | A       |      |      |      |      |        |          |      |      |        |      |        |       |        |

### 中華職棒
| 年度 | 球隊     | 出賽 | 先發 | 勝投 | 敗投 | 中繼 | 救援 | 完投 | 完封 | 四死 | 三振 | 責失 | 投球局數 | 自責分率 | 被上壘率 |
| ---- | -------- | ---- | ---- | ---- | ---- | ---- | ---- | ---- | ---- | ---- | ---- | ---- | -------- | -------- | -------- |
| 2011 | 兄弟象   | 36   | 12   | 9    | 3    | 3    | 0    | 0    | 0    | 39   | 39   | 38   | 89.0     | 3.84     | 1.38     |
| 2012 | 兄弟象   | 32   | 18   | 8    | 7    | 2    | 0    | 0    | 0    | 47   | 68   | 53   | 111.0    | 4.30     | 1.52     |
| 2013 | 兄弟象   | 24   | 12   | 2    | 10   | 1    | 0    | 1    | 0    | 44   | 37   | 47   | 63.0     | 6.71     | 1.95     |
| 2014 | 中信兄弟 | 19   | 4    | 2    | 2    | 0    | 0    | 0    | 0    | 37   | 32   | 27   | 44.2     | 5.44     | 1.75     |
| 2015 | 中信兄弟 | 5    | 3    | 0    | 2    | 0    | 0    | 0    | 0    | 18   | 6    | 14   | 13.2     | 9.22     | 3.37     |
| 2016 | 中信兄弟 | 25   | 17   | 5    | 3    | 2    | 0    | 0    | 0    | 54   | 60   | 60   | 80.2     | 6.69     | 1.92     |
| 2017 | 中信兄弟 | 13   | 7    | 2    | 0    | 0    | 0    | 0    | 0    | 23   | 27   | 25   | 44.0     | 5.11     | 1.70     |
| 2018 | 中信兄弟 | 51   | 1    | 0    | 3    | 13   | 0    | 0    | 0    | 24   | 23   | 20   | 38.2     | 4.66     | 1.81     |
| 合計 | 8年      | 205  | 74   | 28   | 30   | 21   | 0    | 1    | 0    | 252  | 292  | 284  | 484.2    | 5.27     | 1.73     |

## 外部連結
- 鄭錡鴻在台灣棒球維基館上的頁面（繁體中文）
- 鄭錡鴻在美國職棒官網（英语）
- 鄭錡鴻在中華職棒官網
- 鄭錡鴻在Baseball-Reference.com（小聯盟以及海外聯盟）（英语）
- 鄭錡鴻在The Baseball Cube（英语）